# Crosville-sur-Scie

Crosville-sur-Scie este o comună în departamentul Seine-Maritime, Franța. În 1 ianuarie 2022 avea o populație de 233 de locuitori.